# Paul-Albert Février
Paul-Albert Février, nascut el 26 de gener de 1931 a Canes i mort el 10 d'abril de 1991 a Niça, fou un historiador, arqueòleg i épigrafista francès especialista en l'Antiguitat tardana.

## Biografia
Alumne de l'École des chartes, obtingué el títol d'arxiver paleògraf gràcies a una tesi titulada « El desenvolupament de les ciutats de baixa Provença oriental fins al segle xvi segle xvi» (1955), a continuació, l'any 1964 va realitzar la primera tesi d'Estat de la Facultat de Lletres d'Ais de Provença.
Després d'haver estat membre de l'Escola francesa de Roma de 1955 a 1957, fou nomenat conservador a l'Arxiu nacional i més endavant a l'Arxiu departamental de l'Hérault.
De 1957 a 1960, va ser enviat a combatre a la guerra d'Algèria.
A partir de 1960, Paul-Albert Février impartí docència sobre arqueologia i història a la Facultat d'Argel on fou reclutat pel CNRS. L'any 1962, esdevingué director del Centre d'investigacions sobre Àfrica mediterrània (CRAM). De 1964 a 1968, fou també conseller tècnic al Ministeri de l'Educació nacional d'Algèria, i inspector d'Antiguitats de 1966 a 1968.
De 1968 a 1991, Paul-Albert Février va impartir Història a la Universitat de Provença (Actualment Universitat d'Ais-Marsella) de la qual esdevingué vicepresident. L'any 1969, fou membre de la Comissió regional de l'Inventari general dels monuments i riqueses artístiques de França. Entre 1970 i 1971, presidí el consell científic de la universitat de Provença
De 1985 a 1989, fou vicepresident de la Comissió regional de l'Inventari dels monuments i riqueses artístiques de França, membre de la Comissió regional del patrimoni històric, arqueològic i etnològic, i membre de la Commission supérieure des monuments historiques.
Paul-Albert Février va llegar els seus béns a la Universitat de Provença. El seu pis a Ais de Provença acull estudiants i investigadors, francesos o estrangers, en història, arqueologia, història de l'art i matèries relacionades. La seva col·lecció d'obres fou llegada a la biblioteca d'arqueologia d'Aix i el seu fons de fotografia es conserva a la fototeca del Centre Camille Jullian. L'any 2001 es va crear una unitat mixta d'investigació amb el seu nom a la Universitat de Provença.

## Obra
Paul-Albert Février va estudiar la transició de l'antiguitat a l'època medieval (Antiguitat tardana).
Va treballar en els jaciments arqueològics de Cimiez i Frejús, a més dels hàbitats rurals del departament del Var. Va iniciar un programa de recerca sobre els baptisteris i els grups episcopals.Entre els llocs que va investigar podem mencionar el grup episcopal de Frejús com a exemple de transició entre la topografia antiga i la medieval.
A Algèria, va fer recerca sobre els llocs de Sétif, Djémila, Tipasa (amb Mounir Bouchenaki), Tébessa (amb Robert Lequément), Hipona (amb Jean-Paul Morel), i Timgad. És també conegut per haver rellançat la cooperació algéro-francesa en matèria d'arqueologia des de 1984

## Publicacions
- 1964: Le développement urbain en Provence, de l'époque romaine à la fin du XIV siècle : Archéologie et histoire urbain
- 1971: Cathédrale de Fréjus
- 1975: Gap et les cités voisines à l'époque romaine
- 1980: La Ville antique, dirigit per Georges Duby; i amb la col·laboració de Michel Fixot, Christian Goudineau, Venceslas Kruta et alii.
- 1981: Le Groupe épiscopal de Fréjus
- 1982: Villes et campagnes dans l'Empire romain, actes du Colloque organisé à Aix-en-Provence par l'UER d'histoire, les 16 et 17 mai 1980, sota la direcció de P.-A. F. i Philippe Leveau
- 1986: La Nécropole orientale de Sitifis (Sétif, Algérie)
- 1986: Topographie chrétienne des cités de la Gaule. 2, Provinces ecclésiastiques d'Aix et d'Embrun (amb la col·laboració d'Yvette Duval)
- 1989: La Provence des origines à l'an mil
- 1989: Approches du Maghreb romain (2 volums).[3]
- 1996: La Méditerranée (recull pòstum d'articles, en dos volums)
- 2019: L’édifice appelé « Maison de Bacchus » à Djemila (a títol pòstum)